# Hoplophthiracarus similis
Hoplophthiracarus similis är en kvalsterart som beskrevs av Wojciech Niedbała 2000. Hoplophthiracarus similis ingår i släktet Hoplophthiracarus och familjen Phthiracaridae. Inga underarter finns listade i Catalogue of Life.